# 布希突頜脂鯉
布希突頜脂鯉，為輻鰭魚綱脂鯉目脂鯉亞目脂鯉科的其中一個種。分布於中美洲沿岸淡水流域，體長可達8.2公分，棲息在底中層水域，生活習性不明。